# Hekendorp

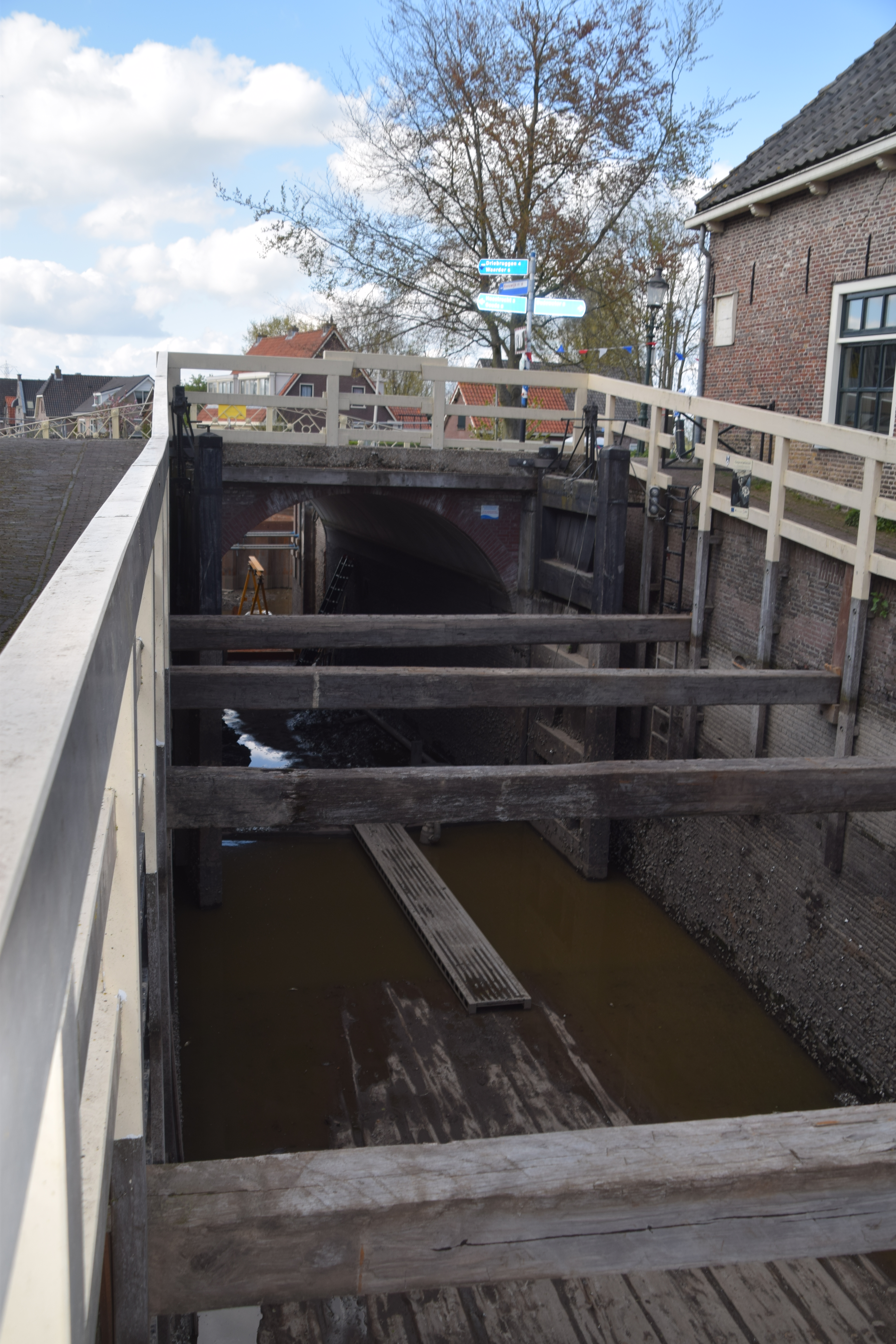
De Goejanverwellesluis in restauratie in 2021

Hekendorp, voorheen Goejanverwelle, is een dorp en voormalige gemeente in de Nederlandse gemeente Oudewater en ligt in de provincie Utrecht. Het heeft 720 inwoners (2023). Het dorp ligt op de noordelijke oever van de Hollandse IJssel en maakte tot 1989 deel uit van de gemeente Driebruggen in de provincie Zuid-Holland. Voor 1964 was Hekendorp een zelfstandige gemeente, waarvan Oukoop en Goejanverwelle deel uitmaakten.

## Geschiedenis
Rond 1280 vestigden zich de eerste bewoners op de plaats van het huidige Hekendorp. In die eeuw heeft men de Hollandse IJssel afgedamd. Rond 1307 wordt het dorp genoemd als 'Hedickendorp'. Omstreeks 1350 werd opdracht gegeven om de Enkele en Dubbele Wiericke te graven door het Groot-Waterschap van Woerden.
Het dorp was als hoge en lage heerlijkheid leenhorig aan de graaf van Holland en wordt als zodanig in 1428 genoemd. Gedurende de 15e en 16e eeuw waren leden van de familie De Rover van Montfoort beleend met de heerlijke rechten. Het gemeentewapen van Hekendorp (drie molenijzers) is afgeleid van het familiewapen van de De Rovers.
In 1795 kwam de Bataafse Republiek en veranderde er veel op bestuurlijk gebied. Er werd een 'bank van politie en justitie' benoemd. Na de inlijving bij Frankrijk in 1811 kwam er een scheiding tussen bestuur en justitie en werd het dorp bij het grotere Waarder gevoegd. Aanvankelijk lag de gemeente Waarder in de provincie Utrecht, maar in 1814 werden verschillende dorpen, waaronder Hekendorp, deel van de provincie Zuid-Holland, waardoor de gemeente Waarder in twee provincies tegelijk lag. In 1817 werd Hekendorp weer zelfstandig, totdat het in 1964 opging in de gemeente Driebruggen. In 1989 werd de gemeente Driebruggen opgeheven en werd het grootste deel van Hekendorp bij de gemeente Oudewater in de provincie Utrecht gevoegd.

## Naam
Goejanverwelle was de oude naam van het huidige dorp Hekendorp. Tot 1964 was Goejanverwelle de hoofdplaats van de gemeente Hekendorp. De kern Goejanverwelle lag op de kruising van de Opweg met de Steinsedijk, op de plaats van het huidige Hekendorp. De termen Goejanverwelle en Hekendorp werden destijds door elkaar heen gebruikt. Zo heette de stopplaats van de trein, Stopplaats Hekendorp. Oude topografische kaarten geven Hekendorp en Goejanverwelle beiden weer met Hekendorp aan de huidige straat Hekendorpse Buurt ten oosten van Goejanverwelle. Kaarten van na 1964 gebruiken de naam van de voormalige gemeente Hekendorp voor het dorp Goejanverwelle, deze naam zou gehandhaafd blijven.
Binnen het dorp Hekendorp herinneren de straatnaam Goejanverwelle en de Goejanverwellesluis nog aan de oude naam van het dorp. De naam leeft ook nog voort in de aanhouding bij Goejanverwellesluis van prinses Wilhelmina van Pruisen (1751-1820), de vrouw van stadhouder Willem V, op 28 juni 1787. De aanhouding zelf vond overigens niet plaats bij de Goejanverwellesluis, maar bij Bonrepas aan de weg langs de Vlist van Schoonhoven in de richting van Haastrecht.

### Herkomst van de naam Goejanverwelle
Er bestaan tegenstrijdige verklaringen over de herkomst van de naam Goejanverwelle. De meest plausibele verklaring is, dat buurtschap en gelijknamige sluis en dijk hun naam ontleend hebben aan de landeigenaar Goe Jan Verwelle, die hier in het begin van de 15e eeuw woonde.

## Bezienswaardigheden
Nabij de haarspeldbocht vanaf de Bovendijk naar de Onderweg staat een schandpaal met daarboven het beeld van Vrouwe Justitia (zonder blinddoek). Op dezelfde dijk bevindt zich net voor de bebouwde kom een oude banpaal van de stad Gouda.
Het dorp heeft een Hervormde kerk genaamd "God is liefde".
In het dorp bevindt zich de ‘Prinsesseboerderij’. In deze boerderij werd prinses Wilhelmina van Pruisen na haar aanhouding bij Goejanverwellesluis op 28 juni 1787 enkele uren opgesloten door de pattriotten.
Aan de overzijde van de Hollandse IJssel staat het klooster van Sint Gabriël van de paters Passionisten. Dit klooster staat op het grondgebied van Haastrecht, een woonplaats behorend tot de gemeente Krimpenerwaard.

## Openbaar vervoer
Van 1883 tot 1907 reed de tramlijn Gouda - Oudewater door het dorp. Van 1895 tot 1936 had Hekendorp bovendien een halte aan de spoorlijn Utrecht - Rotterdam. Van 1926 tot 1942 reed de autobusfirma Brokking & Verhoef een lijn van Hekendorp naar Woerden. Tegenwoordig is aan de overkant van de Hollandse IJssel aan de N228 de bushalte Hekendorp Veer van Syntus Utrecht-lijn 107 (Gouda Station - Utrecht CS).

## Afbeeldingen

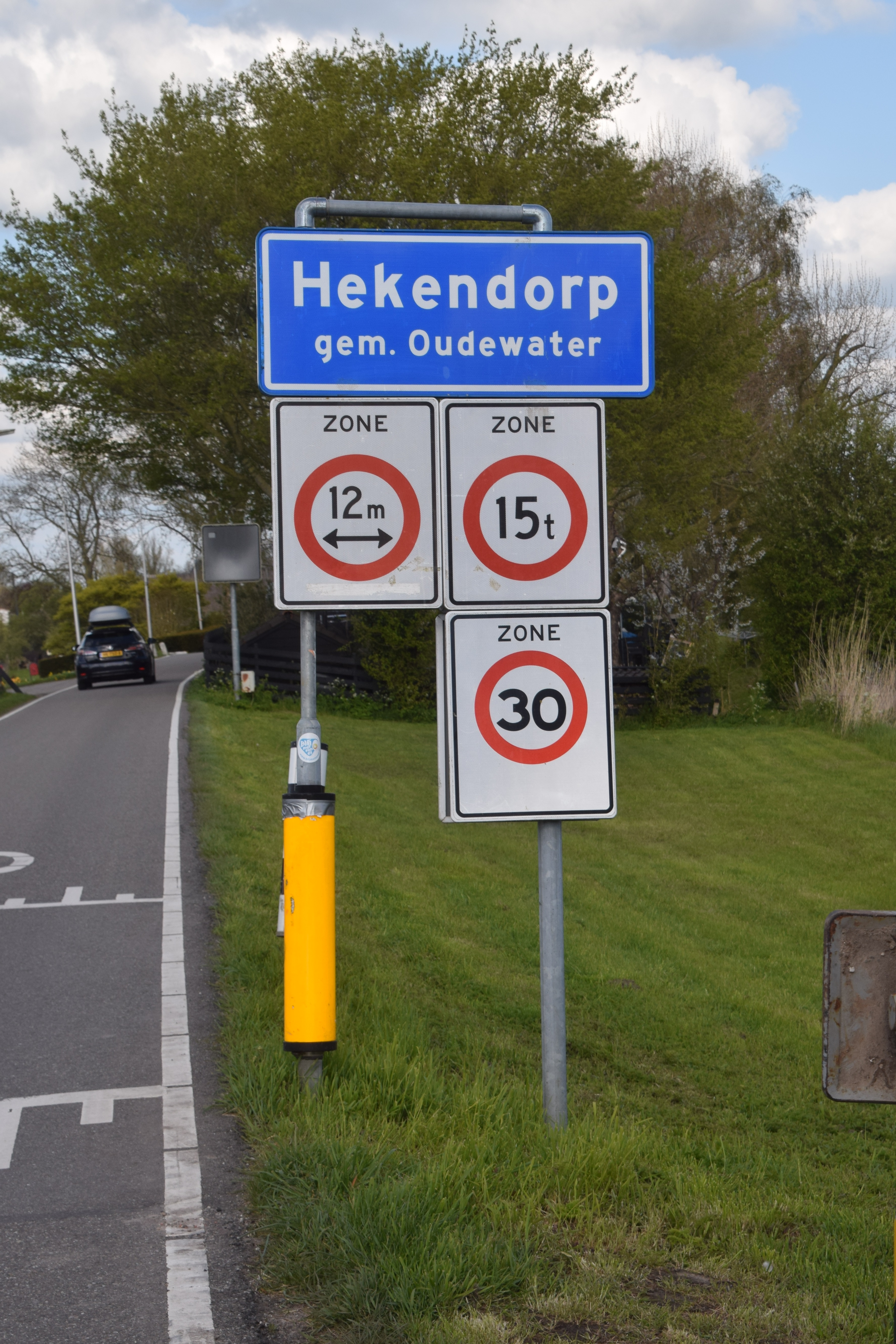
Plaatsnaambord
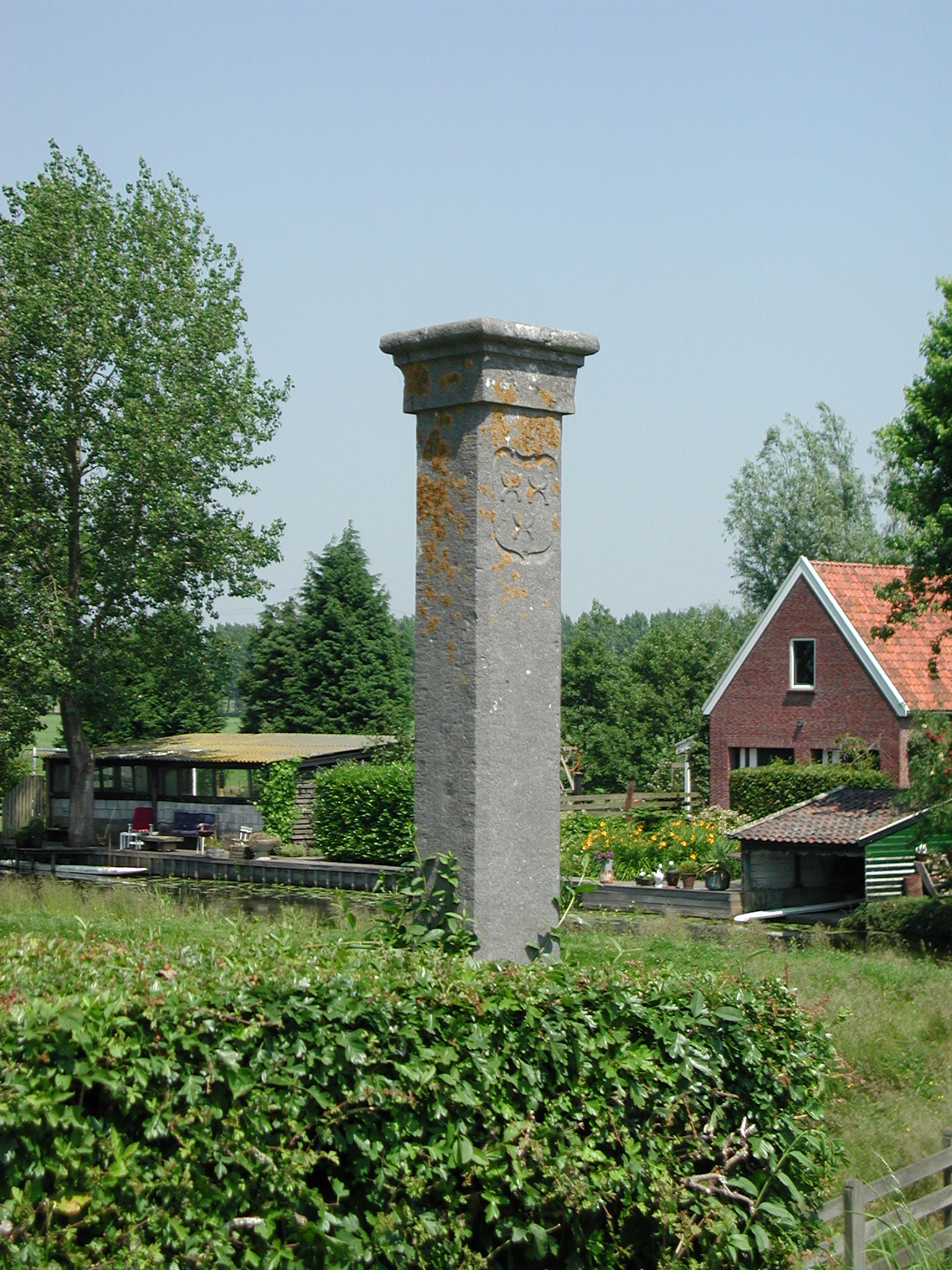
De banpaal geeft de oude stadgrens van Gouda aan
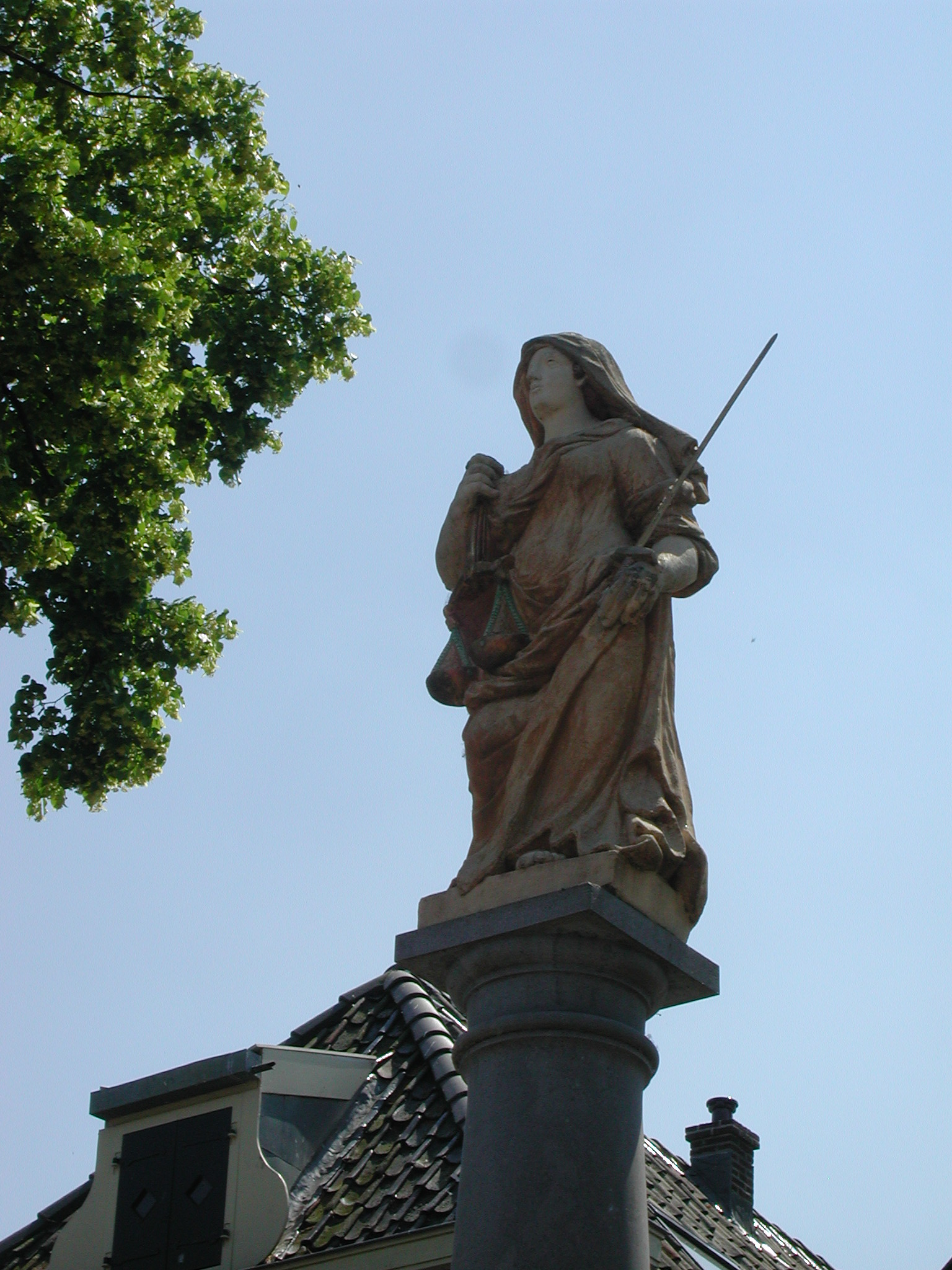
Vrouwe Justitia, schandpaal, eind 17e eeuw
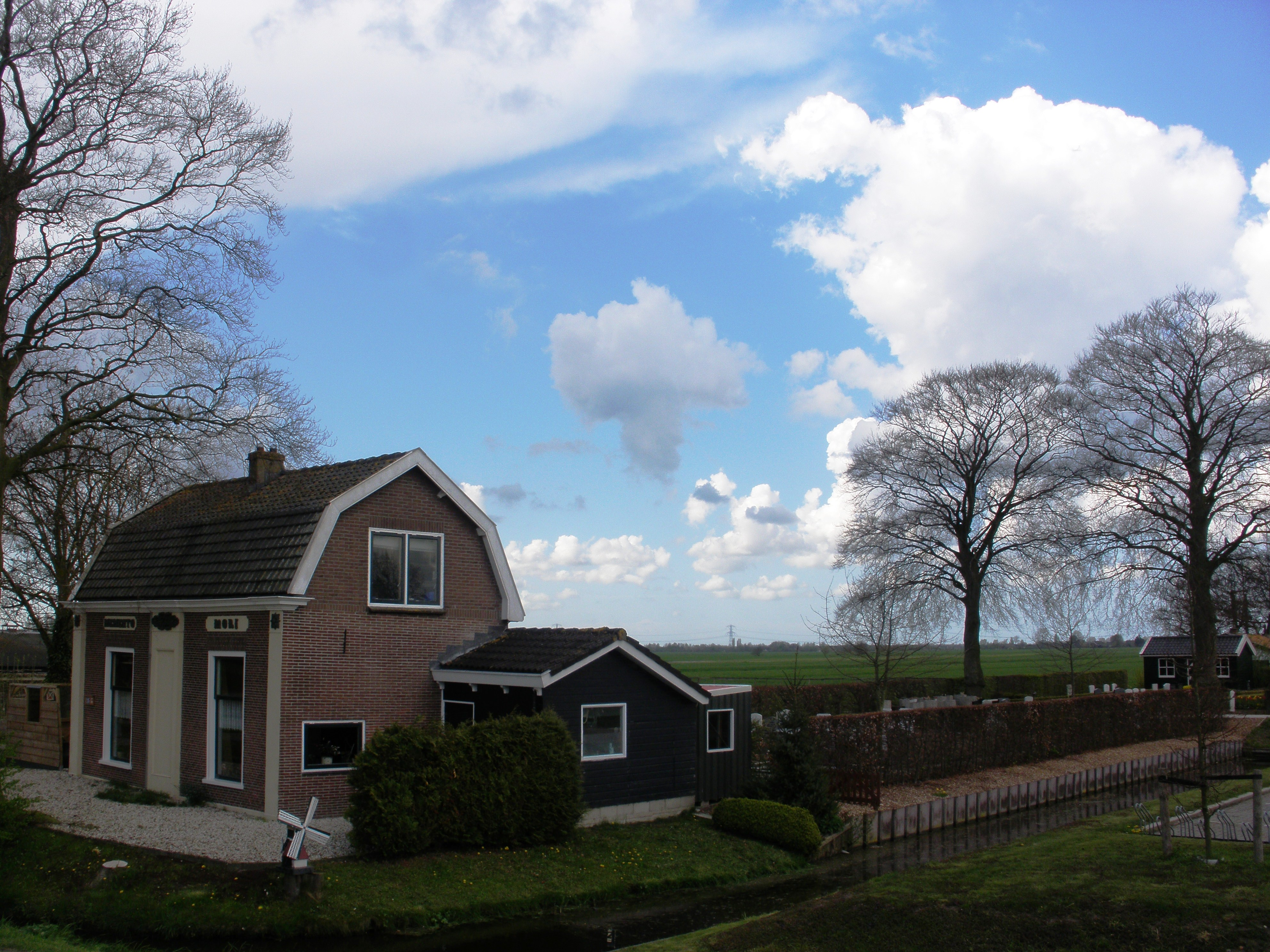
Begraafplaats Hekendorp
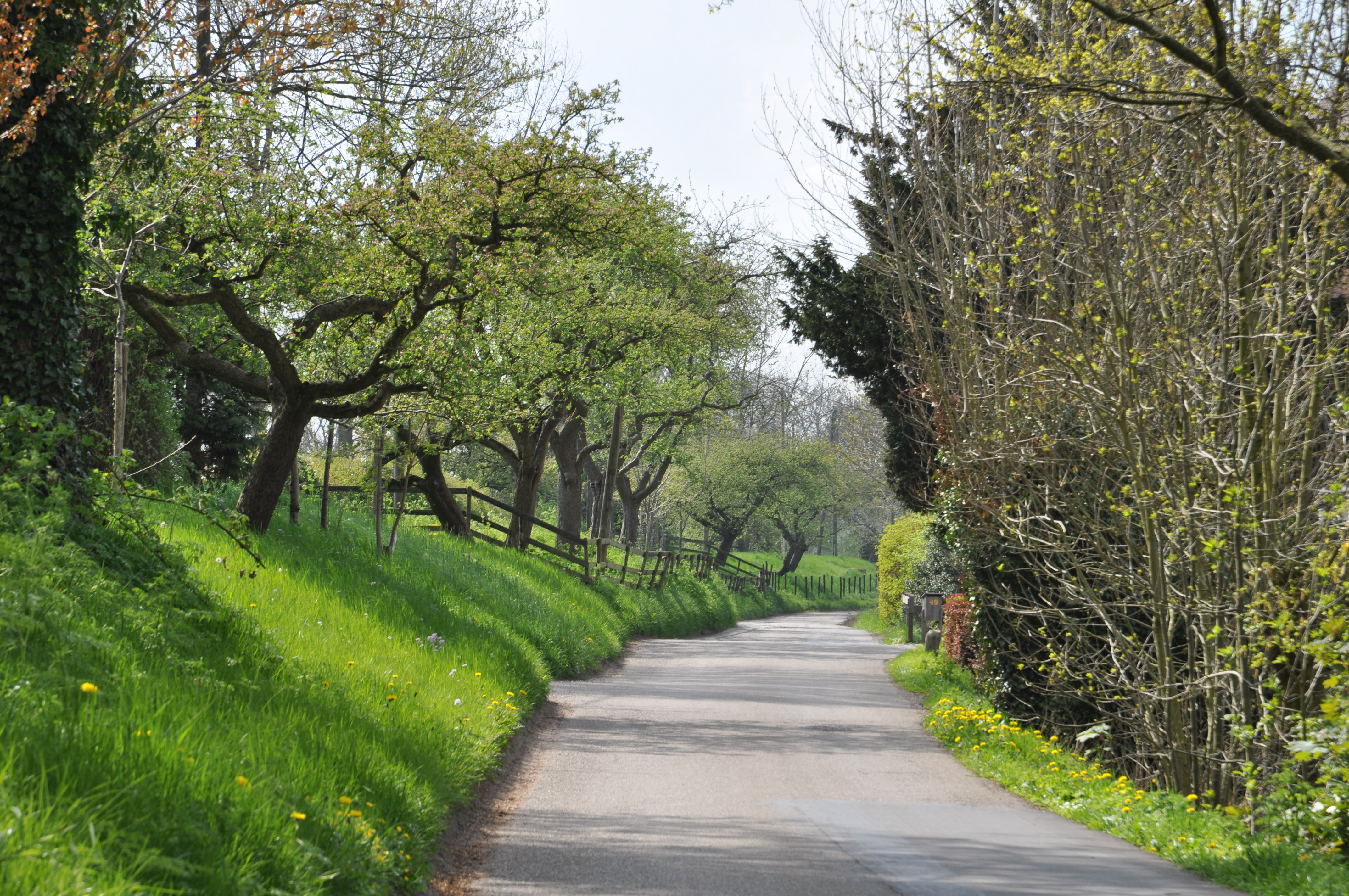
Hekendorpse Buurt tussen Oudewater en Hekendorp